# Dzibilchaltún
Dzibilchaltún (Yucateeks Maya: Ts'ibilchaltun)is een Mayavindplaats in de Mexicaanse deelstaat Yucatán, circa 7 kilometer vanaf de stad Mérida. De naam betekent 'schrijven op platte stenen'.
De stad is rond 1500 v.Chr. gesticht. Op haar hoogtepunt kende Dzibilchaltún zo'n 20.000 inwoners. Het verval van Dzibilchaltún vond ongeveer gelijktijdig plaats met de opkomst van Chichén Itzá, maar de stad was ten tijde van de Spaanse verovering nog steeds bewoond.
In tegenstelling tot de meeste andere Mayasteden bevinden zich in Dzibilchaltún geen piramides. Het opvallendste gebouw is de Tempel van de Zeven Poppen, genoemd naar zeven magische poppetjes die er in de vloer zijn gevonden. Tijdens het lentepunt schijnt de zon dwars door de tempel, van het ene raam naar het andere. Eveneens interessant is de cenote, waarin meer dan 30.000 voorwerpen zijn gevonden.
Veel bezoekers komen met een tour vanaf de cruiseschepen die in Progreso aanmeren.